# 道の駅うすずみ桜の里・ねお
道の駅うすずみ桜の里・ねお（みちのえき うすずみさくらのさと・ねお）は、岐阜県本巣市根尾門脇にある国道157号の道の駅である。

## 主な施設
- 駐車場
  - 普通車：33台
  - 大型車：2台
  - 身障者用 : 2台
- トイレ
  - 男：大 2器、小 5器
  - 女：6器
  - 身障者用：1器
- うすずみ特産販売所[3]
- うすずみ温泉四季彩館（本巣市根尾門脇422番地[4]、当駅に併設）
  - 温泉施設
  - 宿泊施設「ホテル四季彩館」
  - お食事処「花霞」
  - 体験施設

## 営業時間・休館日
国土交通省「うすずみ桜の里・ねお」にて確認のこと。

## アクセス

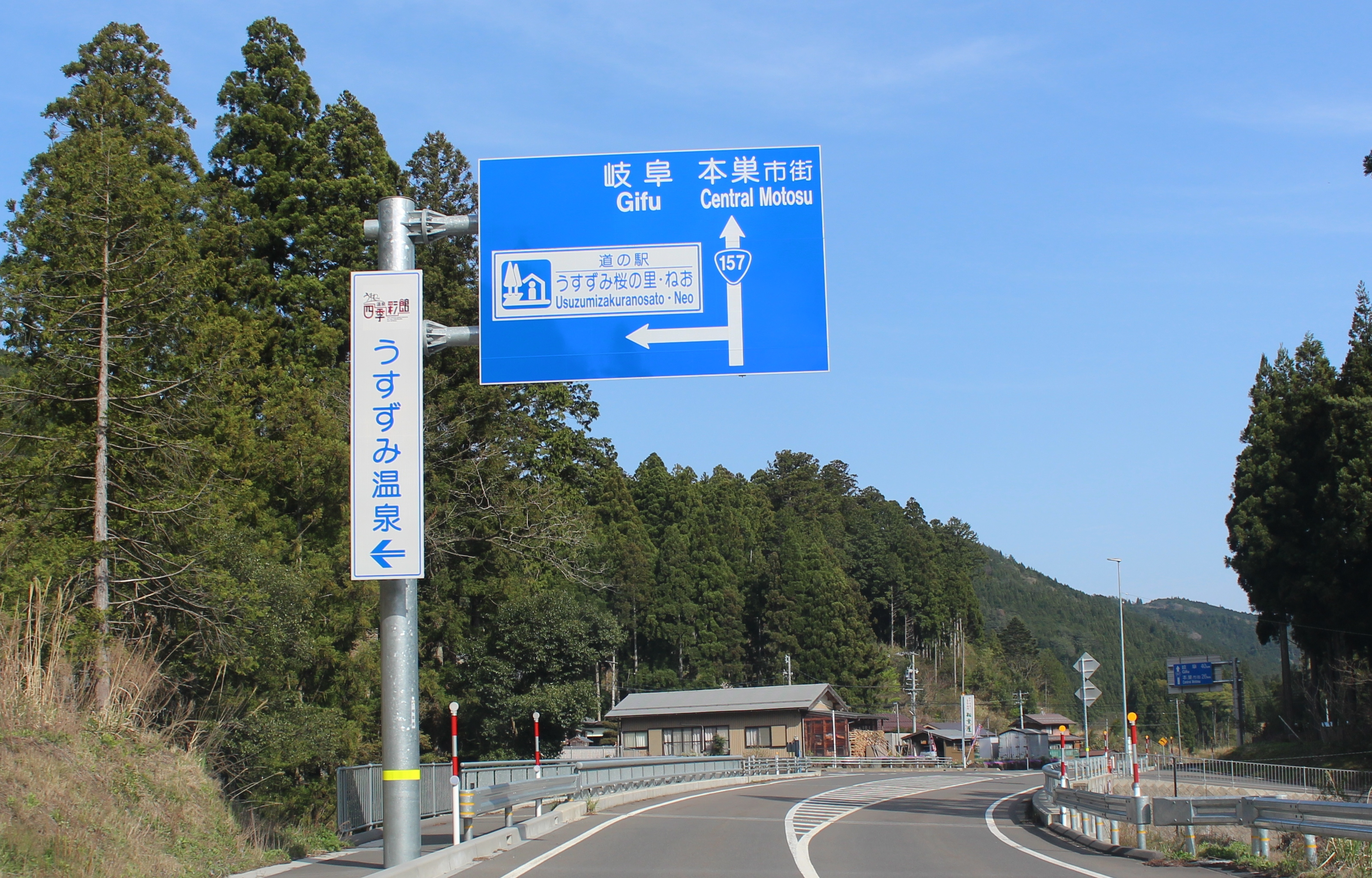
国道157号（国道418号重複区間）の道の駅への入口

- 国道157号（国道418号重複区間）- 登録路線
- 名神高速道路大垣ICより約1時間20分。

## 周辺
- 淡墨桜
- きんさんぎんさん植樹地
- 素盞嗚神社
- 九社神社
- 根尾谷横ずれ断層
- 御姥様の水
- 鷲巣谷第1砂防ダム